# Línea 139 (EMT Madrid)
La línea 139 de la EMT de Madrid une la Dehesa del Príncipe con Carabanchel Alto.

## Características
Esta línea une la Dehesa del Príncipe, situada en Cuatro Vientos, con el barrio de Carabanchel Alto. Da servicio además al intercambiador de Aluche.

### Frecuencias
| Lunes a viernes laborables |               |
| De 6:00 a 21:00            | 11-18 minutos |
| De 21:00 a 23:00           | 17-23 minutos |
| Sábados laborables         |               |
| De 6:00 a 9:00             | 22-31 minutos |
| De 9:00 a 21:00            | 18-24 minutos |
| De 21:00 a 23:00           | 22-27 minutos |
| Domingos y festivos        |               |
| De 7:00 a 10:00            | 23-30 minutos |
| De 10:00 a 22:00           | 21-24 minutos |
| De 22:00 a 23:00           | 22-29 minutos |

## Recorrido y paradas

### Sentido Carabanchel Alto
La línea comienza su recorrido en la calle de los Coraceros, donde se incorpora a la Avenida de los Arqueros, donde sigue por la Avenida de la Aviación, hasta que se incorpora a la calle Sinfonía, para girar a la izquierda por la calle Rafael Finat. 
Continúa por la calle del Blas Cabrera y continúa por la Avenida de Las Águilas, y cuando llega a la estación de Aluche, circula por la Avenida de los Poblados, donde se incorpora a la Ronda de Don Bosco, y después a la derecha por el Camino de las Cruces, por la que circula hasta llegar a su cabecera.
| Código | Parada                                   | Común con                       | Conexiones con Metro y Cercanías          | Otros |
| ------ | ---------------------------------------- | ------------------------------- | ----------------------------------------- | ----- |
| 641    | DEHESA PRÍNCIPE (C/ Coraceros, 8)        |                                 |                                           |       |
| 642    | Arqueros                                 |                                 |                                           |       |
| 643    | Granaderos                               |                                 |                                           |       |
| 644    | Avenida de la Aviación-Medina del Campo  | 39                              |                                           |       |
| 646    | Base Aérea Cuatro Vientos                | 39                              |                                           |       |
| 3810   | Avenida de la Aviación-Mirabel           | 39                              |                                           |       |
| 650    | Avenida de la Aviación-Sinfonía          |                                 |                                           |       |
| 5654   | Sinfonía-Danza                           |                                 |                                           |       |
| 652    | Rafael Finat-Osa de la Vega              |                                 |                                           |       |
| 365    | Blas Cabrera-Rafael Finat                | 17 34                           |                                           |       |
| 584    | Blas Cabrera-Oliva de Plasencia          | 17                              |                                           |       |
| 587    | Blas Cabrera-Avenida de las Águilas      | 17                              |                                           |       |
| 654    | Avenida de las Águilas-José de Cadalso   |                                 |                                           |       |
| 656    | Maestra Justa Freire-P. Aluche Cercanías |                                 | Maestra Justa Freire-Polideportivo Aluche |       |
| 4504   | Junta Municipal Latina                   |                                 |                                           |       |
| 658    | Intercambiador de Aluche                 | 121 131                         | Aluche                                    |       |
| 660    | Avenida de los Poblados-Comisaría        | 121 131 482 485 491 492 493     |                                           |       |
| 662    | Polideportivo Las Cruces                 | 121 131 482 485 491 492 493     |                                           |       |
| 3187   | Plaza del Parterre                       | 121 131 481 482 486 491 492 493 |                                           |       |
| 353    | Plaza del Parterre                       | 34                              |                                           |       |
| 664    | Ronda de Don Bosco                       |                                 |                                           |       |
| 665    | Camino de las Cruces                     |                                 |                                           |       |
| 666    | CARABANCHEL ALTO (Cº Cruces, 44)         |                                 |                                           |       |

### Sentido Dehesa del Príncipe
| Código | Parada                                   | Común con                        | Conexiones con Metro y Cercanías          | Otros |
| ------ | ---------------------------------------- | -------------------------------- | ----------------------------------------- | ----- |
| 666    | CARABANCHEL ALTO (Cº Cruces, 44)         |                                  |                                           |       |
| 356    | Polvoranca                               | 34                               |                                           |       |
| 376    | Plaza de la Emperatriz                   | 34 35 47                         |                                           |       |
| 378    | Plaza del Parterre                       | 34 35 47 481 482 486 491 492 493 |                                           |       |
| 667    | Plaza del Parterre                       | 121 131 482 485 491 492 493      |                                           |       |
| 663    | Polideportivo Las Cruces                 | 121 131 482 485 491 492 493      |                                           |       |
| 661    | Avenida de los Poblados-Comisaría        | 121 131 482 485 491 492 493      |                                           |       |
| 659    | Intercambiador de Aluche                 | 121 131                          | Aluche                                    |       |
| 4505   | Junta Municipal Latina                   | 17 138 155                       |                                           |       |
| 657    | Maestra Justa Freire-P. Aluche Cercanías |                                  | Maestra Justa Freire-Polideportivo Aluche |       |
| 655    | Avenida de las Águilas-José de Cadalso   |                                  |                                           |       |
| 586    | Blas Cabrera-Avenida de las Águilas      |                                  |                                           |       |
| 585    | Blas Cabrera-Oliva de Plasencia          | 17 34 138                        |                                           |       |
| 366    | Blas Cabrera-Rafael Finat                | 17 34 39 138                     |                                           |       |
| 653    | Rafael Finat-Osa de la Vega              | 138                              |                                           |       |
| 651    | Avenida de la Aviación-Valle Inclán      | 138                              |                                           |       |
| 3809   | Avenida de la Aviación-Navalmoral        | 39                               |                                           |       |
| 5159   | Avenida de la Aviación-Mirabel           | 39 138                           |                                           |       |
| 647    | Base Aérea Cuatro Vientos                | 39                               |                                           |       |
| 645    | Avenida de la Aviación-Medina del Campo  |                                  |                                           |       |
| 668    | Húsares                                  |                                  |                                           |       |
| 4826   | Estación de Cuatro Vientos               |                                  | Cuatro Vientos                            |       |
| 669    | Alabarderos                              |                                  |                                           |       |
| 641    | DEHESA PRÍNCIPE (C/ Coraceros, 8)        |                                  |                                           |       |